# Палаццо Питти
Палаццо Питти (итал. Palazzo Pitti) — самый большой из дворцов (палаццо) во Флоренции, выдающийся памятник архитектуры кватроченто. Находится на Площади Питти (Piazza dei Pitti), на левом берегу реки Арно, соединяется «длинным коридором» через реку с Палаццо Веккьо. С юго-восточной стороны к дворцу примыкают Сады Боболи — выдающийся памятник садово-паркового искусства периода маньеризма.
Это один из самых крупных музейных комплексов Флоренции, в нём расположены Палатинская галерея, Галерея современного искусства, Музей серебра, Музей фарфора, Музей карет и Галерея костюма (крупнейшее в Италии собрание, посвящённое истории моды). В 2014 году Министерство культурного наследия Италии объединило Палаццо Питти, сады Боболи и галерею Уффици «единой администрацией с особой автономией». На первом этаже здания находится Управление археологии, изящных искусств и ландшафта столичного города Флоренция и провинций Пистойя и Прато.

## История

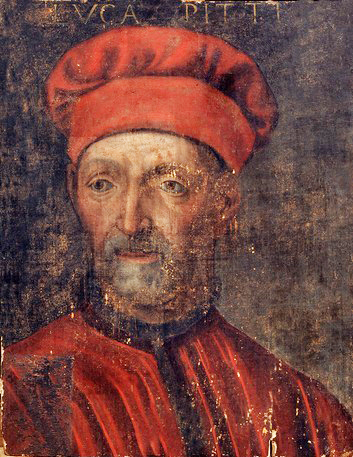
Лука Питти (1398—1472) начал строительство дворца в 1458 году.

### Ранняя история дворца
Строительство этого строгого и неприветливого здания было начато в 1458 году флорентийским банкиром Лукой Питти, главным сторонником и близким другом Козимо Медичи. Ранняя история дворца представляет собой смесь фактов и выдумок. Как утверждают, чтобы превзойти своего покровителя, Питти приказал рабочим сделать окна своего дворца ещё больше, чем вход во дворец Медичи. Современник Питти Никколо Макиавелли сообщает, что все изгнанные из Флоренции, в том числе и преступники, подлежащие преследованию, находили убежище во дворце, если могли быть полезны строительству. Соперничавшее с Медичи семейство Питти не хотело уступать в престижности главной флорентийской резиденции Медичи, известной в наше время как палаццо Медичи-Риккарди. Но Питти не хватило средств, чтобы превзойти дворец Медичи и завершить строительство. Работы были прерваны в 1465 году, когда со смертью Козимо Медичи в 1464 году у Питти начались финансовые трудности. Семья, однако, проживала во дворце с 1469 года, даже после смерти Луки Питти в 1472 году.

### Медичи

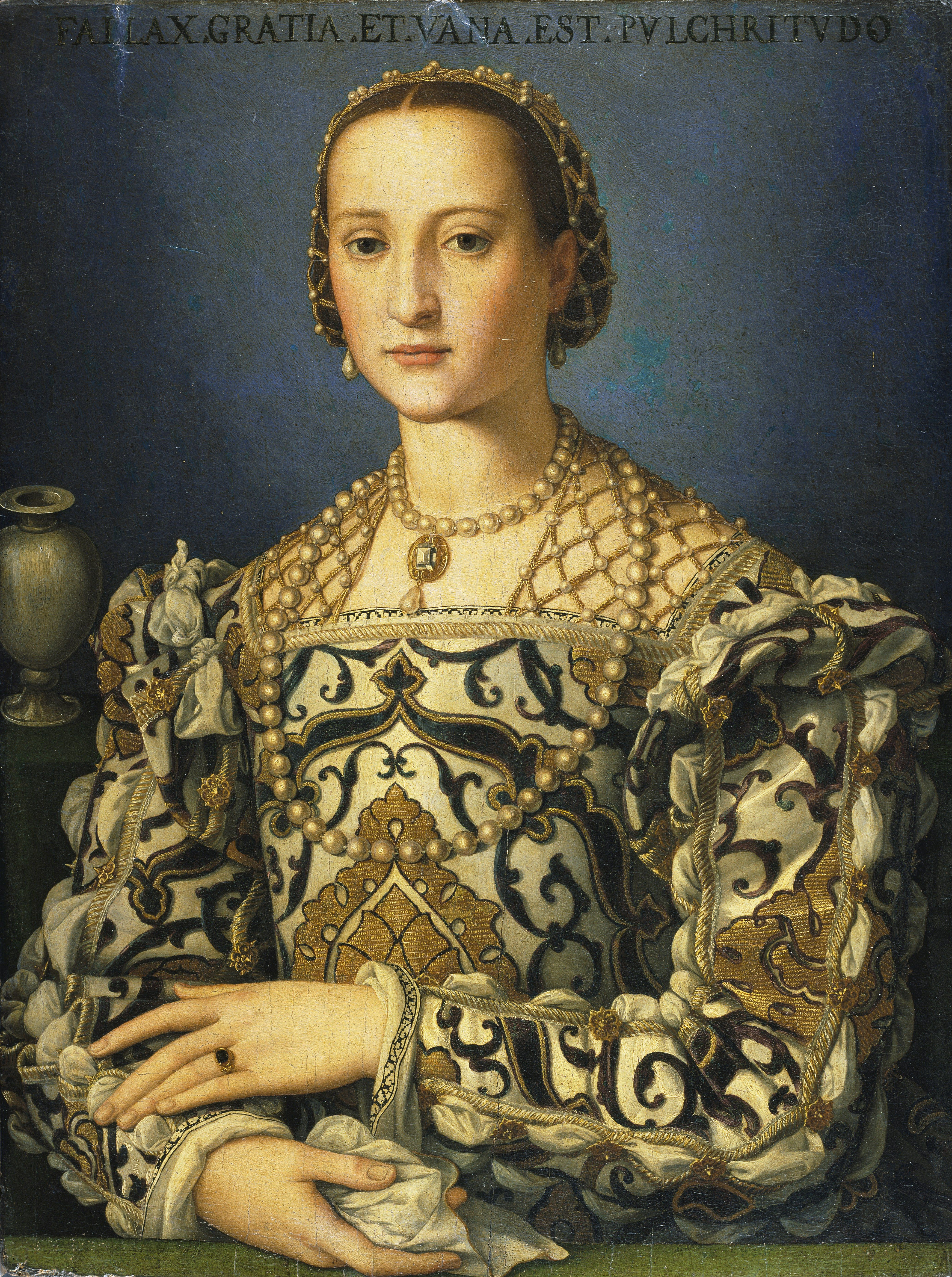
Элеонора Толедская (1522—1562), герцогиня Тосканская, купила дворец у семьи Питти в 1549 году

После краха банкирского дома Питти палаццо в 1549 году приобрела Элеонора Толедская, супруга великого герцога Тосканского Козимо I. Во дворце Питти провела молодые годы будущая королева Франции Мария Медичи, дочь великого герцога Тосканы Франческо I и его первой жены Иоанны Австрийской. По образцу её флорентийского палаццо был построен в Париже Люксембургский дворец.
В октябре 1600 года в Палаццо Питти состоялось венчание в отсутствие жениха (по доверенности) французского короля Генриха IV и Марии Медичи. С 1737 года дворцом владела семья Габсбургов Лотарингских.

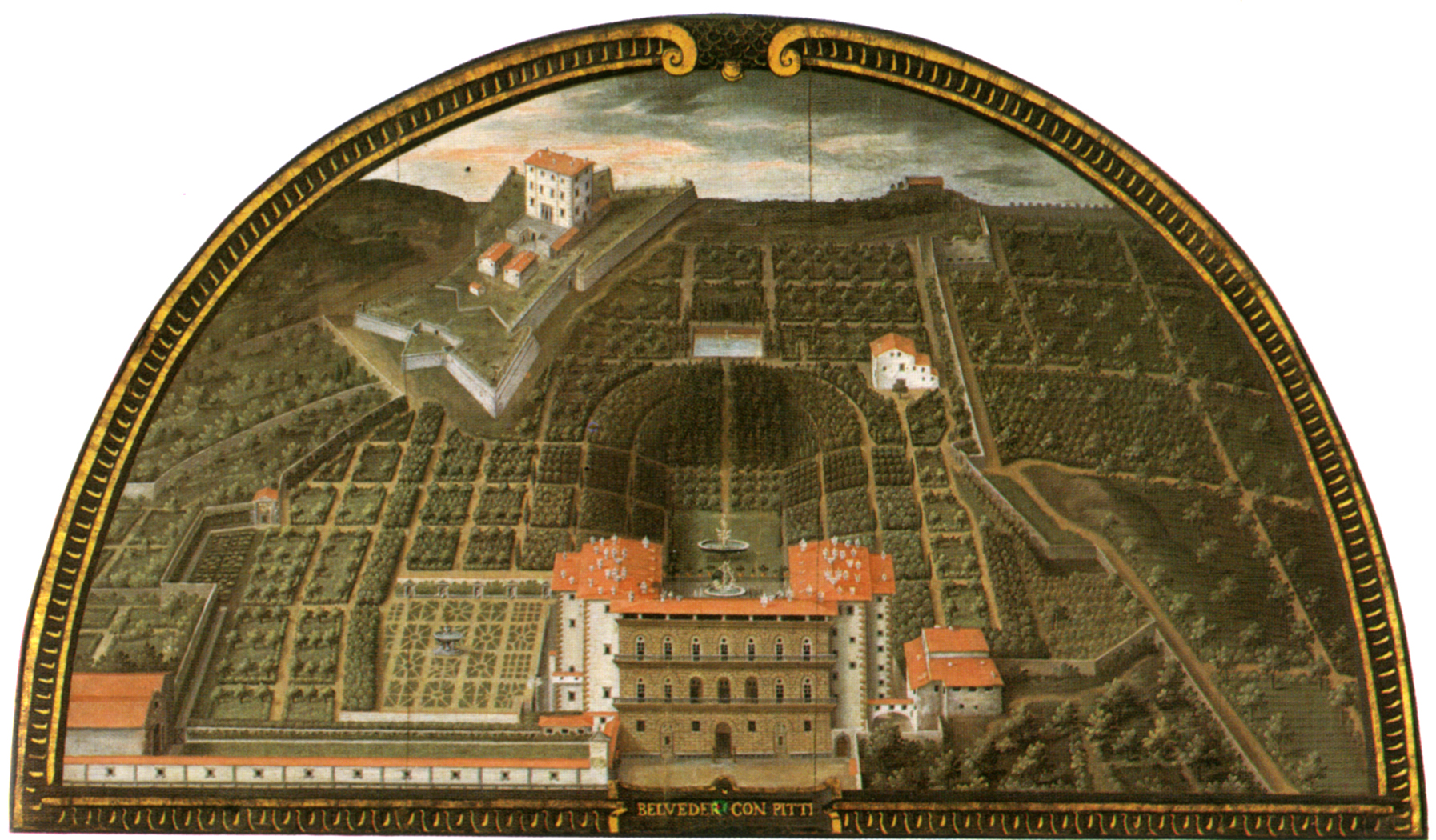
Джусто Утенс. Вид Палаццо Питти до момента расширения с амфитеатром и садами Боболи. 1599. Вилла Петрайя, Флоренция

### Дома Лотарингии и Савойи
Дворец оставался главной резиденцией Медичи вплоть до 1737 года, когда умер последний представитель рода Медичи по прямой мужской линии — Джан Гастоне Медичи. Затем он недолго находился в руках его сестры Анны Марии; с её смертью прямая линия рода Медичи угасла и дворец перешёл к новым Великим герцогам тосканским — Лотарингскому дому из Австрии в лице императора Священной Римской империи германской нации Франца I Стефана. Австрийская аренда была ненадолго прервана Наполеоном, который пользовался дворцом в тот период, когда он установил контроль над Италией. В 1860 году Тоскана перешла из рук Лотарингского дома к представителям Савойской династии, как и Палаццо Питти.

### Национализация и наше время
В начале XIX века дворец использовал Наполеон Бонапарт в качестве резиденции во время своего правления в Италии. Во время Рисорджименто,
После объединения Италии в 1865—1870 годах, когда Флоренция ненадолго стала столицей Итальянского королевства, Палаццо Питти служил королевской резиденцией Савойского дома. Король Виктор Эммануил II проживал во дворце до 1871 года. В 1833 году при великом герцоге Тосканы из Габсбург-Лотарингского дома Леопольде II некоторые части дворца были открыты для публики в качестве музея. 22 марта 1860 года Тоскана была присоединена к Сардинскому королевству и Великое герцогство Тосканское официально прекратило своё существование. В 1919 году король Витторио Эмануэле III передал его в дар государству. С тех пор здание является государственным музеем.
Тогда палаццо и другие строения в садах Боболи были поделены на пять отдельных галерей искусств и один музей; с тех пор там находятся не только оригинальные произведения искусства, но и другие бесценные артефакты из прочих коллекций, приобретённых государством. Открытые для посещения 140 комнат составляют часть интерьера, который был во многом обустроен позже, чем само строение, то есть в XVII и XVIII веках. После того как в 2005 году во дворце неожиданно было найдено несколько забытых ванных комнат XVIII века, стало известно о замечательных примерах устройства тогдашнего водопровода, которое своим стилем очень напоминает ванные XXI века.

## Архитектура
В течение долгого времени автором дворца считали выдающегося флорентийского архитектора Филиппо Брунеллески. Так Дж. Вазари приписал авторство Брунеллески, ссылаясь на проект выдающегося флорентийца 1440 года. Однако мощный фасад Палаццо Питти обладает монументальностью, далёкой от индивидуального стиля Брунеллески, а строительство дворца началось через 12 лет после смерти мастера в 1458 году. Согласно документам строительство Палаццо Питти осуществлял Лука Фанчелли, который, возможно, использовал какие-то проекты Брунеллески и Л. Б. Альберти.
В 1558 году начались работы по расширению здания под руководством Бартоломео Амманати, а затем его учеников, но с учётом первоначального проекта.
Главный фасад дворца, выходящий на площадь, протянулся на 205 м. Высота 38 м. Два боковых крыла были добавлены в XVIII в. Палаццо имеет три этажа, каждый высотой 12 м. Они оформлены типично флорентийским рустом, окна имеют характерную арочную форму.
Вход во дворец ведёт в большой двор, иногда неверно называемый курдонёром («парадным двором»). Выступающие боковые корпуса главного фасада Палаццо Питти действительно создают впечатления полузакрытой площади, но, в отличие от французской традиции, в архитектуре итальянского ренессанс-маньеризма дворы (кортиле) всегда находятся внутри здания, за главным фасадом, и изолированы от улицы. Таков двор Палаццо Питти, созданный Бартоломео Амманати в 1558—1560 годах. Двор образует «навесную» галерею, с которой, как с бельведера, открывается вид на сады Боболи.
Фасады внутреннего двора и садовые фасады дворца работы Амманати имеют рустику, пересекающую полуколонны ордерной суперпозиции наподобие «муфтированных колонн», зрительно обесценивающих тектоничность архитектурной композиции. Это черта характерная для искусства флорентийского маньеризма второй половины XVI века.
Между 1558 и 1570 годами Амманати создал монументальную лестницу в интерьере первого этажа и расширил боковые корпуса в сторону сада. На галерее (террасе) был установлен большой фонтан, позднее получивший прозвание «Артишок» (Fontana del Carciofo), спроектированный помощником Джамболоньи Джованни Франческо Сусини.
В 1565 году Дж. Вазари построил знаменитый коридор, позднее названный его именем: «Коридор Вазари» (Corridoio Vasariano), соединивший Палаццо Питти с Палаццо Веккьо через церкви Санта-Феличита, Понте Веккьо до здания Уффици. Это сооружение позволяло герцогу и его семье легко и безопасно перемещаться из одного дворца в другой. Вначале Палаццо Питти использовалось по большей части для размещения официальных гостей, в то время как главной резиденцией Медичи оставался Палаццо Веккьо. Лишь при сыне Элеоноры Фердинанде I Медичи Палаццо Питти стало постоянным местом размещения коллекции произведений искусства семьи Медичи.

## Интерьер
Роскошный интерьер бросается в глаза уже при посещении Appartamenti Monumentali: белая и золотистая лепнина, ценные гобелены и шёлковые обои, удивительные фрески и необычная подлинная мебель.
Палатинская галерея
Пышное убранство помещений Палатинской галереи, оформленных в стиле барокко, создаёт несравненный, а для многих просто ошеломляющий фон для уникальных художественных произведений. Особого внимания заслуживают мифологические залы, расписанные Пьетро да Кортона (залы Венеры, Аполлона, Марса, Юпитера и Сатурна). Собирать эту единственную в своём роде коллекцию картин начали Медичи, а Лотарингские герцоги дополнили её; правда, картины размещали по собственному усмотрению и вкусу. Они должны были служить чисто декоративным целям, тем не менее их расположение с тех пор не менялось, внося дополнительный шарм в общую атмосферу этого уникального собрания произведений искусства. Ни в одном музее мира нет стольких картин Рафаэля, как здесь (их 11); кроме того, в галерее несколько известных картин Тициана, здесь представлены работы венецианцев Тинторетто и Джорджоне, шедевры Рубенса и Ван Дейка, Караваджо и Мурильо, а также произведения флорентийских маньеристов, таких, как Россо Фьорентино, Андреа дель Сарто, Фра Бартоломео, Бронзино и, наконец, самого Понтормо.
Галерея современного искусства
В Галерее современного искусства в основном представлены произведения итальянских живописцев XIX в. Большое влияние на всю итальянскую живопись в конце того века оказала флорентийская группа художников под названием «Маккьяйоли» (итал. macchia — пятно). Такое название она получила за свободную манеру письма яркими цветовыми пятнами.
Музей серебра
В Музее серебра (итал. Museo degli Argenti) находится уникальная коллекция ваз, собранная Лоренцо Великолепным. Здесь есть древнеримские амфоры, вазы империи Сасанидов, образцы из Византии и Венеции XIV века. Разнообразие экспонатов просто поражает — тут можно увидеть драгоценные камни, золотые и серебряные изделия, слоновую кость. В этой сокровищнице собраны просто сказочные богатства. Ценнейшие изделия золотых дел мастеров рассеяны по многим залам, но не все из них принадлежат итальянцам, есть экземпляры из Германии и других стран. Здесь можно полюбоваться миниатюрной площадью Синьории, выложенной золотом и драгоценными камнями.

## В культуре
Палаццо Питти показан в компьютерной игре Assassin's Creed II. По сюжету, в 1498 году главный герой вместе с Никколо Макиавелли проникают на переполненную толпой площадь Питти перед дворцом, чтобы найти и остановить безумного монаха Савонаролу, захватившего власть в городе.

## Галерея

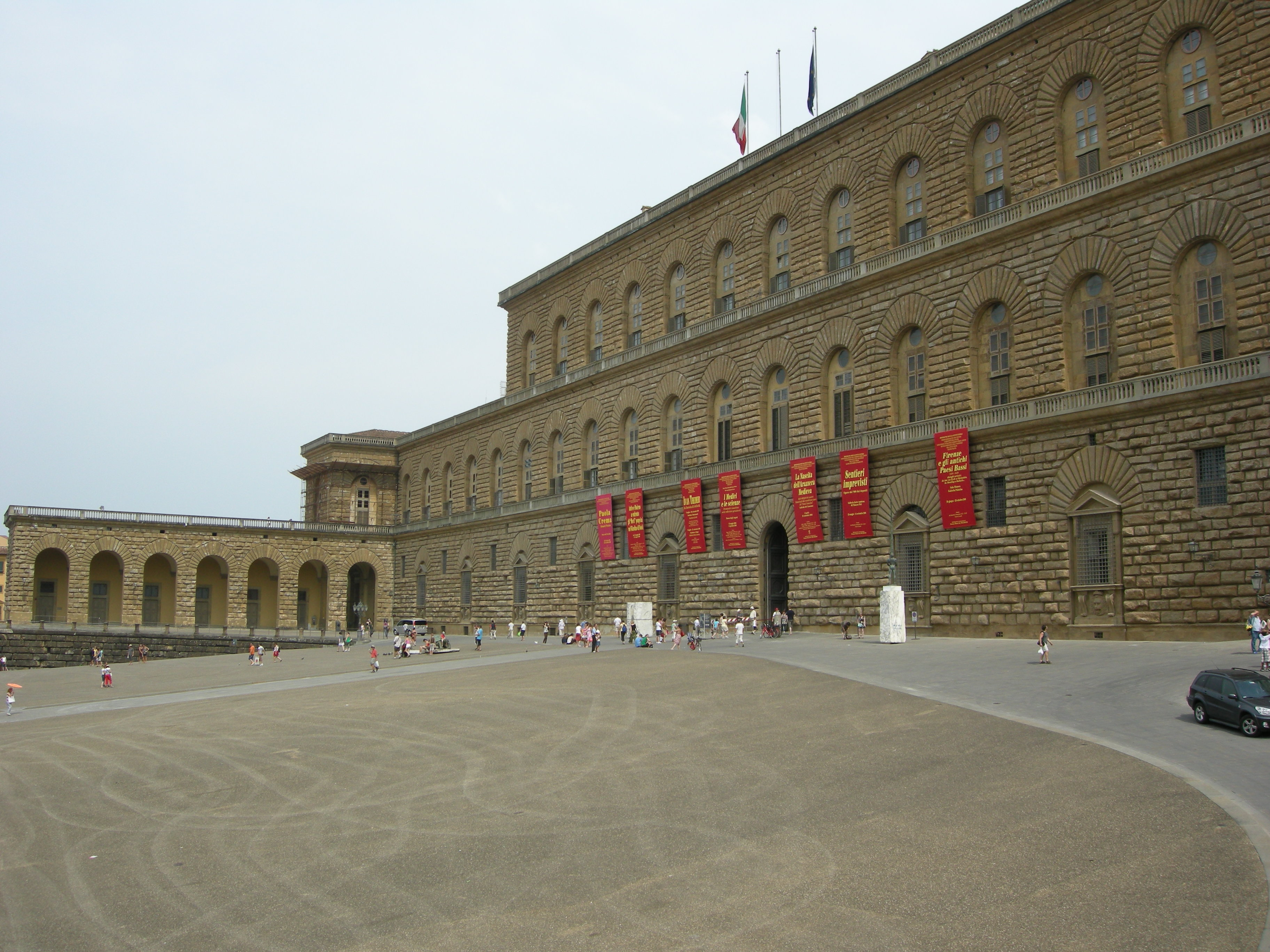
Фасад дворца
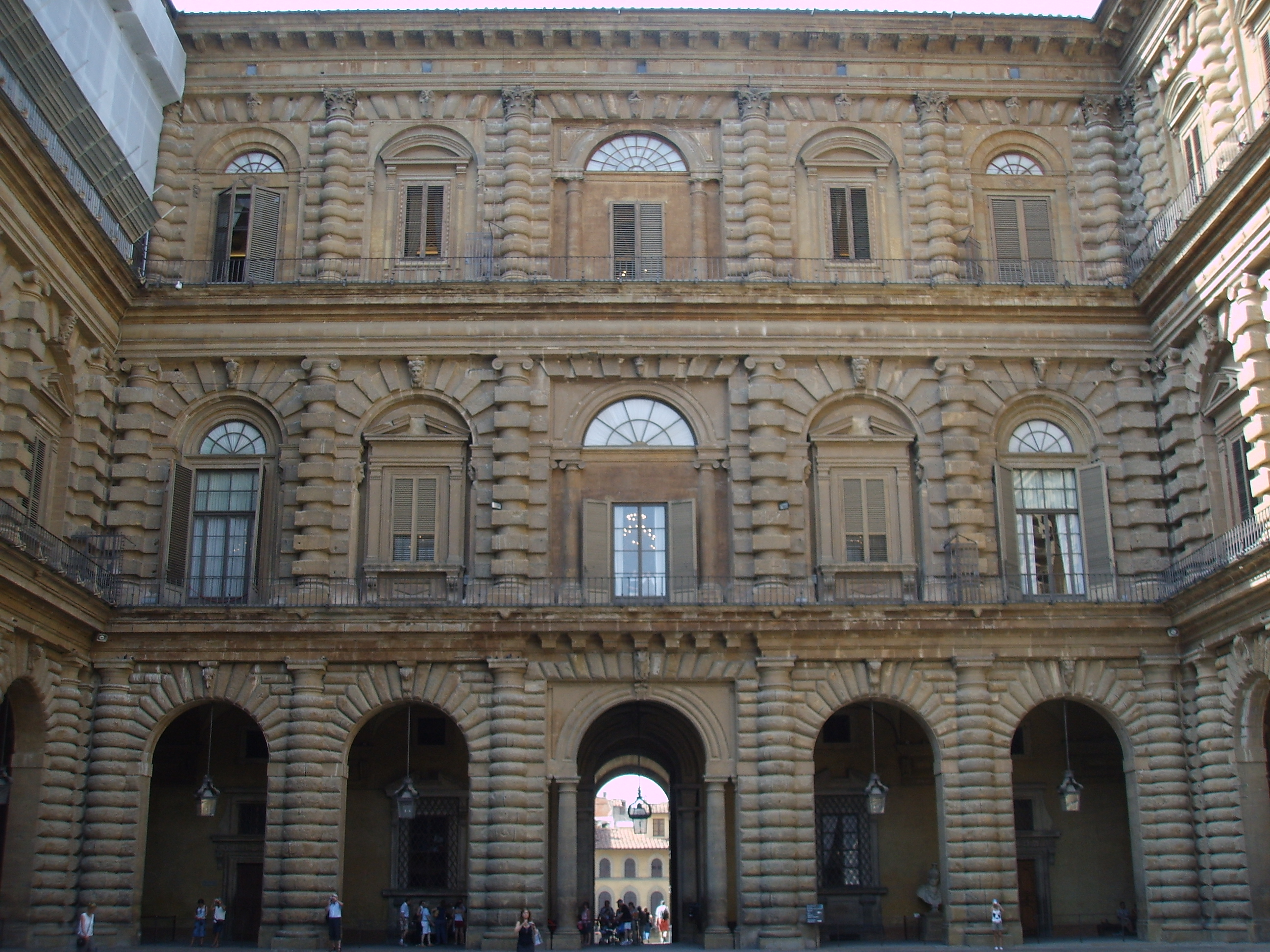
Внутренний дворик
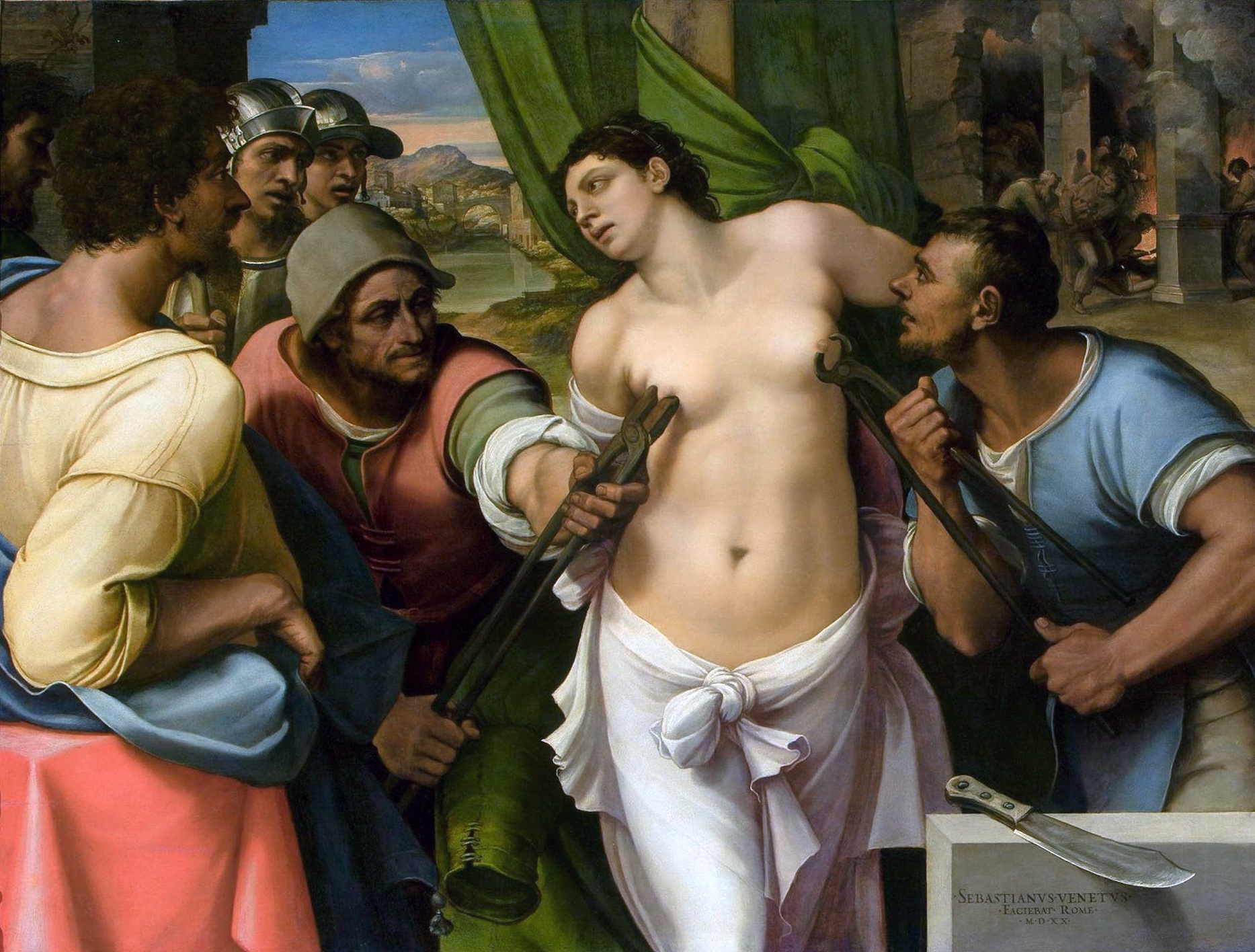
«Мученичество святой Агаты» Себастьяно дель Пьомбо
«Донна Велата» Рафаэля в Палатинской галерее
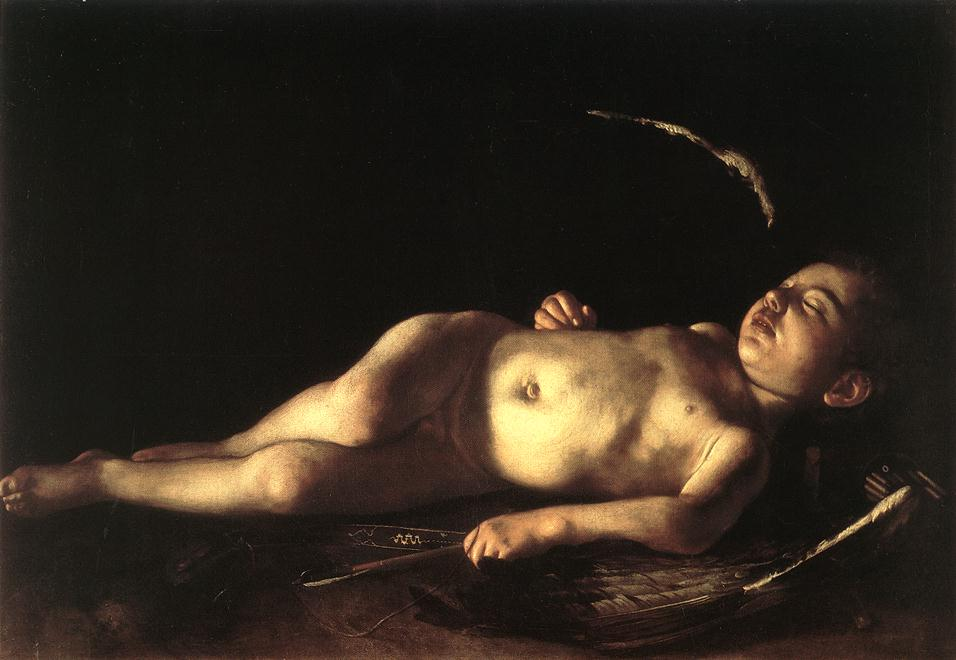
«Спящий Купидон» Караваджо
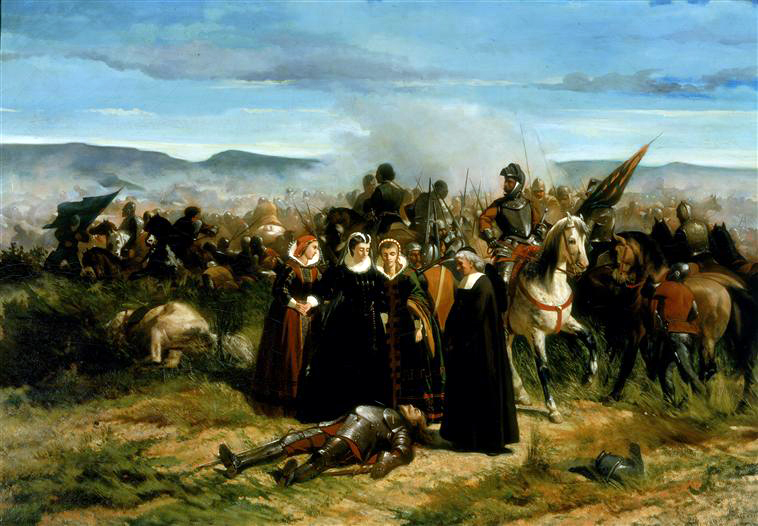
«Мария Стюарт в Лангсайде» Джованни Фаттори в Галерее современного искусства
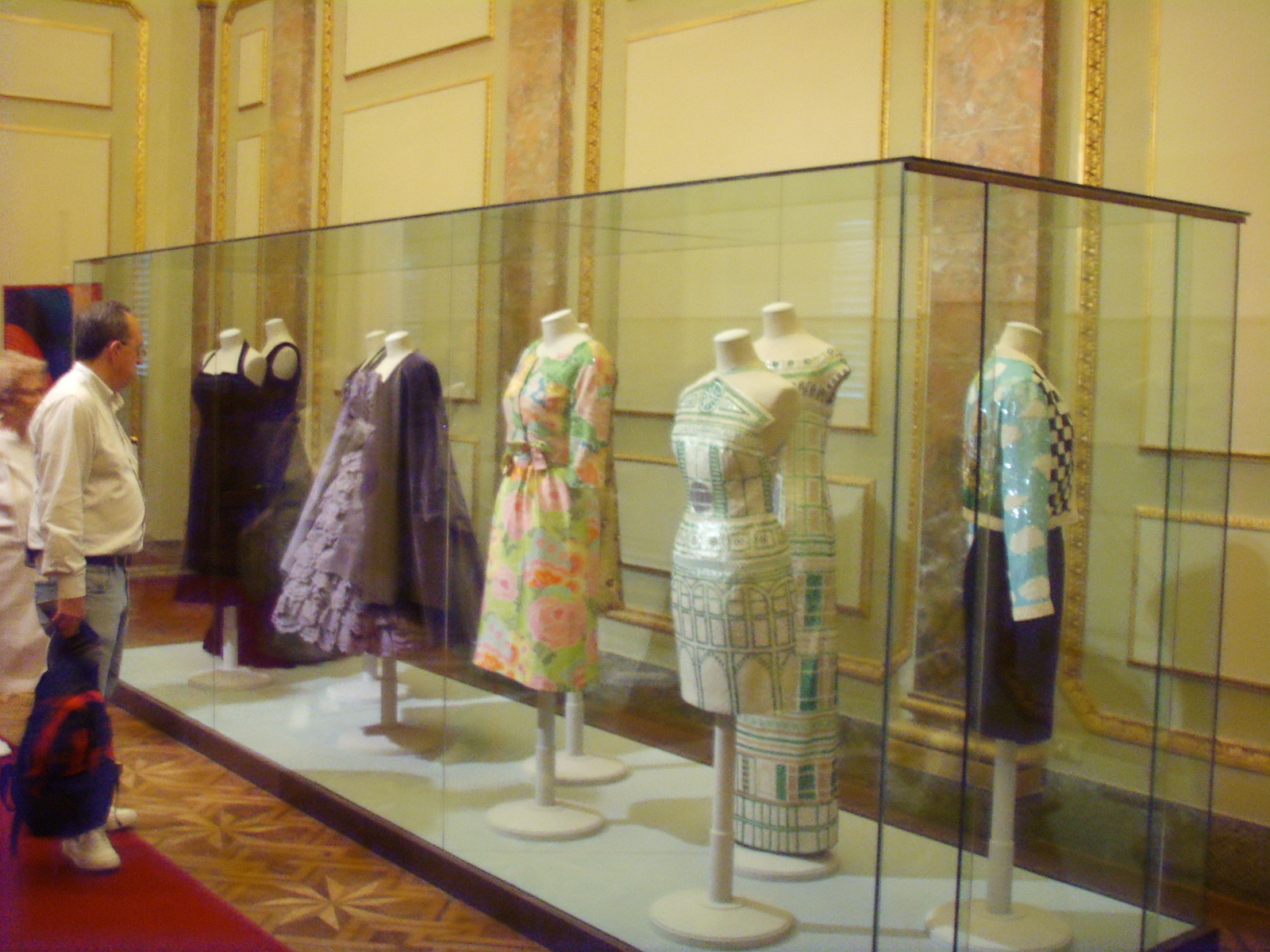
Одежда в Галерее костюма
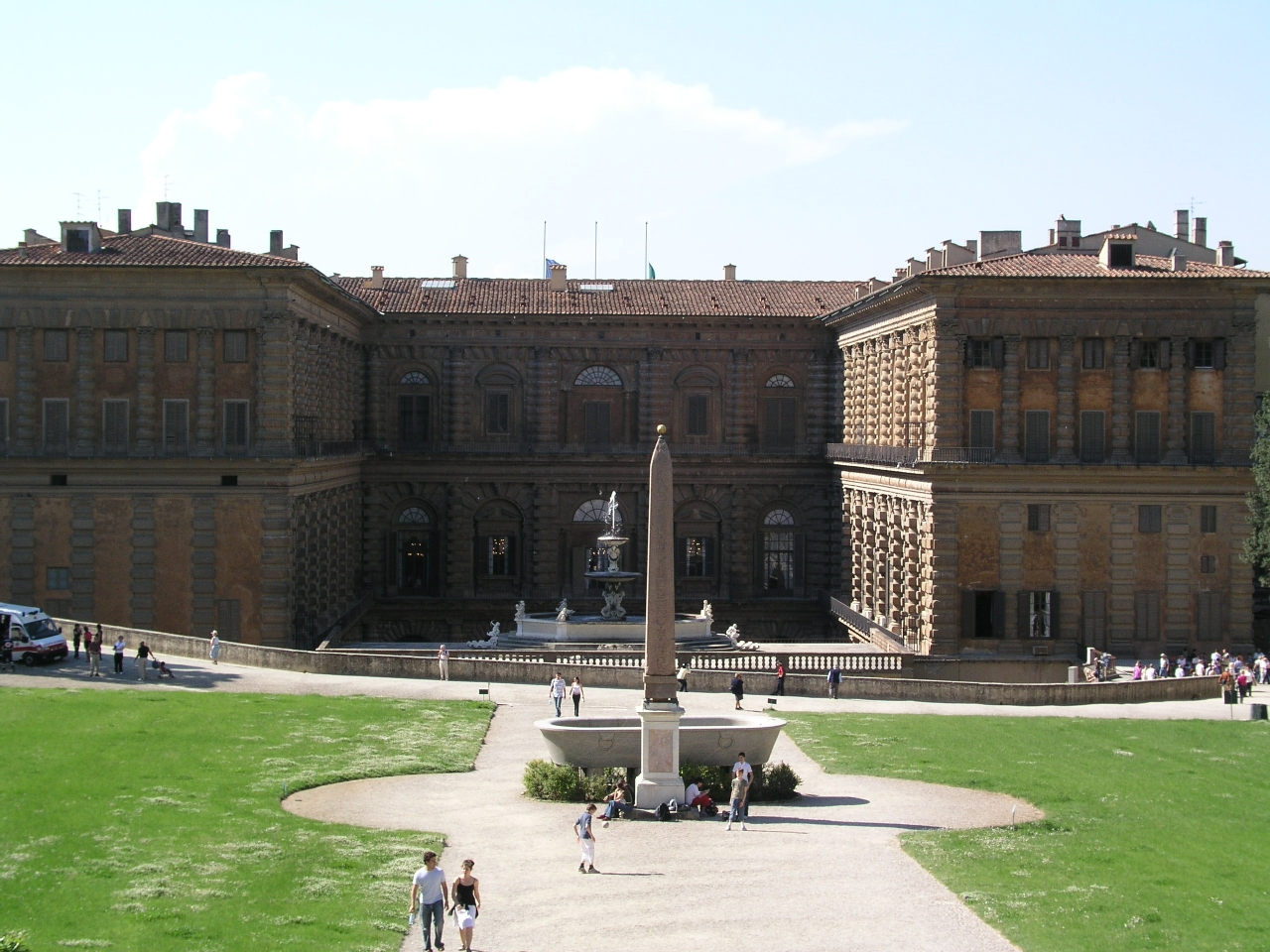
Вид на дворец с юго-востока
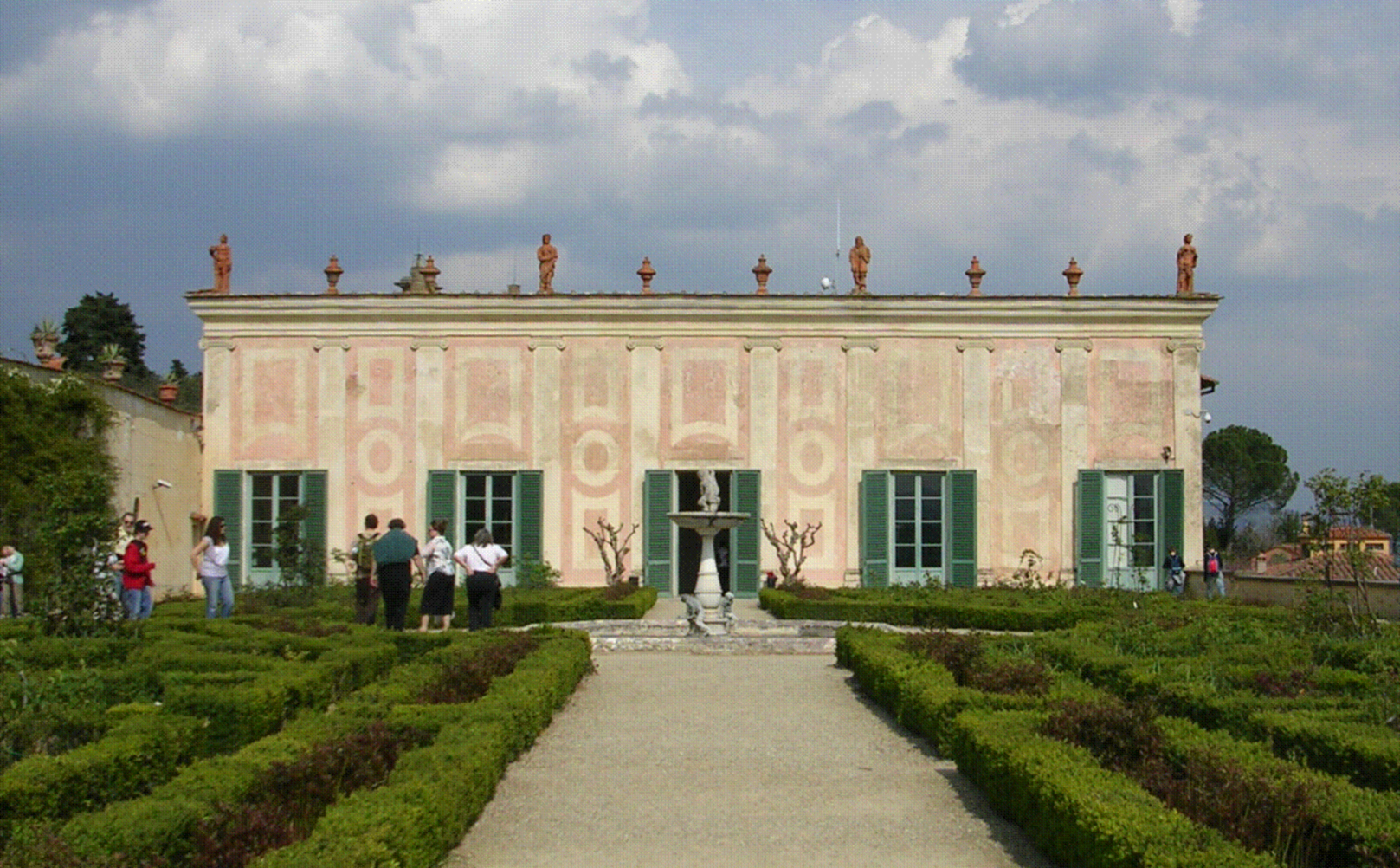
Музей фарфора в садах Боболи